# Peri
Peri je naselje in občina v francoskem departmaju Corse-du-Sud regije - otoka Korzika. Leta 2006 je naselje imelo 1.449 prebivalcev.

## Geografija
Kraj leži na zahodni strani otoka Korzike 25 km severovzhodno od središča Ajaccia.

## Uprava
Občina Peri skupaj s sosednjimi občinami Bocognano, Carbuccia, Cuttoli-Corticchiato, Sarrola-Carcopino, Tavaco, Tavera, Ucciani, Valle-di-Mezzana in Vero sestavlja kanton Celavo-Mezzana s sedežem v Bocognanu. Kanton je sestavni del okrožja Ajaccio.